# ツボクサ
ツボクサ（壺草; 学名:Centella asiatica）は、セリ科の植物の一つ。
チドメグサに姿が多少似るが、大きくて丈夫である。

## 特徴
地表を這い回る多年生草本。全体にやや硬く、無毛または多少の毛がある。また、茎や葉柄が往々にして赤みを帯びる。
茎は長く地上を這い、節があってそこから根を出す。節ごとに短い茎が出て、数枚の葉をまとめて出す。葉は長い葉柄があって立ち、葉身は円状腎臓形で円頭、基部は心形、つまりフキの葉のような形になる。葉は形3cm程度で表面は滑らかでややつやがあり、縁は鋭い鋸歯が並ぶ。
花期は夏、葉柄から1(-2)本の花茎を伸ばし、先端に1個の花序を付ける。ただし花茎はごく短いため、花序は葉より下、葉の付け根付近に生じる。花序は2-5個の小花が頭状に集まったもので、その基部には舟形の総苞片が2枚あり、これは宿在性である。花弁は上面が淡紅紫色、下面が白い。葯は暗紫色。果実はやや扁平な平円形で長さ3mm。
和名は壺草で、坪は庭の意とのこと。つまり、庭や道ばたに生える植物を意味すると牧野は述べ、同時に靫に似ているので命名されたものでないと触れている。また、別名にクツクサがあり、これは葉の形が馬のわら靴に似るためであろうとしている。
ハーブ医療の世界ではゴツコラ (gotu kola) の名で呼ばれるが、これはスリランカのシンハラ語 ගොටුකොල (goṭukola) に由来し、現地では厳密にはツボクサは හීන් ගොටුකොල (hīn goṭukola)〈小さいゴツコラ〉、これとかつては同属であったオオバチドメ（Hydrocotyle javanica）は මහ ගොටුකොල (maha goṭukola)〈大きいゴツコラ〉として区別される。

## 分布と生育環境
日本では本州の関東以西から琉球、小笠原にわたって見られ、国外では朝鮮、中国から熱帯アジア、南アフリカ、アメリカに分布する。道ばたや野原などに普通に見られる。
輸出品目としての乾燥ツボクサはマダガスカルが最大の産地であり、他にタイやインドネシアなど東南アジア諸国で医療用・食用として栽培されている。

## 分類
本属には約20種があるが、日本では本種のみが知られる。他に紛らわしいものはない。
なお、牧野(1961)は変種についても述べているが、佐竹他(1999)などの新しい図鑑類では取り上げられていない。YListにも扱われていない(2016年現在)。

## 利用
中国では「積雪草」と呼ばれ、全草を解熱・利尿・止血薬として用いる。
ベトナムでは「rau má」と呼ばれ薬用に用いるほか、日本の青汁のような健康飲料として、鍋料理やカイン（ベトナム南部の苦味のあるスープ）の材料として用いられる
アーユルヴェーダではブラフマンの知恵に由来する「ブラフミ」とも呼ばれており、ハンセン病など潰瘍性皮膚疾患の治療につかわれていた。また、神経系や脳を活性化する強壮剤として高齢者に処方されている。
欧米のハーブ医療では18世紀にイタリアで強皮症の緩和のために処方されて以来、現代に至るまでツボクサは利用されている。研究によってツボクサの主要成分であるトリテルペノイド化合物には抗酸化作用があると考えられ、静脈瘤、下肢腫脹といった循環器系の治療に利用されている。また、ツボクサにはコラーゲンの生成や、皮膚の結合組織の主成分である繊維芽細胞の活性化を促す効果があると考えられ、創傷や乾癬といった外傷の治療に用いられている。